# 友利愛美
友利 愛美（ともり あいみ）は、日本のモデル、タレント、元グラビアアイドル。大阪府出身。株式会社シャノワール所属。

## 略歴
関西外国語大学短期大学部卒業 後、2009年4月にNSC女性タレントコースに入学し5期生となる。同期には吉本新喜劇の小寺真理、3時のヒロインの福田麻貴らがいる。
2009年8月30日新宿のルミネtheよしもとで行われたYGA（よしもとグラビアエージェンシー）3期生公開オーディションにおいてNSC女性タレントコースに在席のままYGAスクール生となる。
アイドルとしてルミネtheよしもとをホームステージに、後にはよしもとプリンスシアターをホームステージとしてアイドリング!!!とのコラボライブである「品はちライブ」等のステージライブを中心にグラビア、バラエティー等の活動を行う。
2010年2月7日によしもとプリンスシアターで開催された「GIRLS POP NEXT」では、ももいろクローバー（現ももいろクローバーZ）、ぱすぽ☆（後PASSPO☆）、SDN48、中野腐女子シスターズ（現中野風女シスターズ（活動休止））らと共演をしている。
2010年3月20日ライブ終了後のステージでYGA卒業を発表
、東京でのアイドル活動に終止符を打つ。
その後は大阪を中心に関西各地でイベントコンパニオン、グラビアモデル、関西でちゃう！ガールズ として活動をする。
2012年6月には全国の「でちゃう！ガールズ」 より選抜された2013年カレンダーガール12名の1人として宮古島で撮影を行っている。関西でちゃう!ガールズからは他に優月ゆか、桜泉が選ばれている。
2012年12月15日には自ら撮影スタジオ「Studio Brilliant Chance 」を立ち上げそこで第1回Brilliant Chance 単独ファン交流会を行っている。
2013年12月のBrilliant Chance 単独ファン交流会では予め用意された複数の開催日、時間帯、プログラムからファンが任意の組み合わせで申し込めば、その通りにイベント開催するというファン主体開催型のスペシャルイベントを行っている。
2014年3月〜4月に真夜中のおバカ騒ぎ!に上位2名が番組出演できるチャレンジシート争奪バトル が行われ大阪エントリー組として参戦、web投票数、チャット生放送来場者数、チャット中獲得ポイント等の総合で1位に輝き、大阪エントリー組から初の番組出演者となる。更に番組出演中もマヨバガールバトルと呼ばれるweb投票、チャット生放送によるバトルが行われ翌月の出演権を争う。5月バトルでは総合3位となり6月の出演権を獲得する。6月バトルでは総合4位となり7月の出演権を獲得するがスケジュールの都合がつかず出演を延期している。
2018年8月22日付のTwitter、Facebook、Instgramで芸能界を引退することを発表した。
2019年12月19日のtwitterで2020年東京オートサロン及び大阪オートメッセの出演告知をしている。。
2020年1月10日～12日の東京オートサロンではPIT ROAD Mブースに出演し、また2020年1月22日のtwitteでは大阪オートメッセの出演詳細と同時に、これから本格的に活動を再開していくことを告知をしている。
2020年10月18日のtwitter等SNSで高校の同級生との結婚を発表している。。

## 人物
日本人の父親とアメリカ人の母親の間に生まれたハーフだが生まれも育ちも大阪で関西弁と英語のバイリンガル。アメリカ、カナダに親戚があり、2010年7月に約1ヶ月間アメリカに、2011年3月に約半月間カナダに滞在している。
ブリトニー・スピアーズを敬愛してやまず、なにわのブリトニー・スピアーズを自称している。
グラビアモデル、コンパニオン仲間からはブリちゃんの愛称で呼ばれている。
グラビアアイドルでありながら持ちネタとしてアルパカ似と称し、その独特な口元の動きを再現して見せる顔マネ芸を行う。真夜中のおバカ騒ぎ!でも番組中で披露している。
趣味は、ピアス収集、猫グッズ収集、アイススケート、料理、筋トレ、写真撮影。

## 出演

### DVD
- ガンバレHERO～景気回復～（2009年11月4日）
- よしもとプリンセスシアターオープン記念ライブ6DAYS　人気芸人 vsアイドル（2010年3月24日）
- よしもとプリンセスシアターオープン記念ライブ6DAYS　吉本新喜劇 withアイドル（2010年3月24日

### テレビ
- テレビンゴ!（2009年11月6日 - テレビ埼玉）
- フットボール刑事10（2012年8月14日 - ABC朝日放送）
- 真夜中のおバカ騒ぎ!（2014年5月 - 6月、7月出演延期 - 千葉テレビ、 TOKYO MX）
- 大阪ジャグジーくらぶ（2015年7月26日、8月2日 - サンテレビ）

### 舞台
- ぎおん三羽ガラス（2015年8月30日 - よしもと祇園花月）

### アメスタ
- 友利愛美のプレミアム放送【友利愛美・MIU】（2014年12月19日）
- 友利愛美のプレミアム放送【友利愛美・友利仁】（2015年1月16日）
- 友利愛美のプレミアム放送【友利愛美・山本華歩】（2015年1月19日）
- 友利愛美のプレミアム放送【友利愛美・山本華歩】（2015年1月30日）
- 友利愛美のプレミアム放送【友利愛美・山本華歩】（2015年2月23日）

### 雑誌
- スコラ4月号 グラビア特集ページ「White Bikinies」（2010年4月1日発行）
- でちゃう!関西・中国版4月号別冊 連載ページ「編集部員モト広島が秘密を暴露しちゃいます」（2012年2月29日発行）

### カレンダー
- でちゃう!ガールズ 美脚カレンダー 2013（2012年10月1日発売）[9]。

### グラビア撮影会
- ボニータ撮影会（2011年10月29日）
- シャノワール個人撮影会（2011年12月9日）
- シャノワール個人撮影会2（2012年1月20日）
- パレット撮影会（2012年1月21日）
- シャノワール個人撮影会3（2012年2月24日）
- シャノワール個人撮影会4（2012年3月30日）
- シャノワール個人撮影会5（2012年4月13日）
- モノラルアイズ撮影会（2012年5月5日）
- シャノワール個人撮影会6（2012年5月18日）
- シャノワール個人撮影会7（2012年7月27日）
- ライトネス撮影会（2012年8月26日）
- シャノワール個人撮影会8 （2012年9月28日）
- アートレート撮影会 祇園〜着物de愛美〜（2012年10月14日）
- シャノワール個人撮影会9 （2012年11月2日）
- アートレート撮影会 北山〜愛美とガーデン〜（2012年12月2日）
- シャノワール個人撮影会10（2012年12月21日）
- シャノワール個人撮影会11（2013年1月11日）
- エニシモ撮影会（2013年2月24日）
- エニシモ撮影会（2013年4月6日）
- シャノワール個人撮影会12（2013年4月19日）
- モノラルアイズ撮影会（2013年4月27日）
- シャノワール個人撮影会12（2013年5月24日）
- シャノワール個人撮影会13（2013年6月28日）
- シャノワール個人撮影会14（2013年7月12日）
- シャノワール個人撮影会15（2013年8月23日）
- エニシモ撮影会（2013年9月7日）
- シャノワール個人撮影会16（2013年9月27日）
- シャノワール個人撮影会17（2013年10月25日）
- シャノワール個人撮影会18（2013年11月29日）
- LaLaSweet 撮影会 （2014年2月11日）
- シャノワールペア撮影会【友利愛美・藤田あす香】（2014年3月28日）
- モノラルアイズ個人撮影会（2014年5月30日）
- シャノワール個人撮影会19（2014年6月27日）
- モノラルアイズ個人撮影会（2014年7月5日）
- モノラルアイズバースディ撮影会【友利愛美・MIU】（2014年9月14日）
- モノラルアイズ撮影会＋個撮【友利愛美・MIU】（2014年11月29日）
- エニシモ撮影会（2014年12月20日）
- モノラルアイズ撮影会【友利愛美・陽乃あかね・相川沙季】（2014年12月27日）
- モノラルアイズ撮影会+個撮【友利愛美・陽乃あかね】（2015年2月21日）
- モノラルアイズ撮影会 花魁+ウェディング撮影会【友利愛美・山本かほり】（2015年4月5日）

### でちゃう！ガールズ
- 株式会社triple a 出版が発行するパチンコホール情報誌「でちゃう!」のイベントコンパニオンとして関西を中心に各地のパチンコホールイベント[24] に出演。

### レースクイーン
- 2013年スーパー耐久第5戦ST5　岡山国際サーキット（2013年9月1日）
- 2017年アジアロードレース選手権シリーズ第3戦　鈴鹿サーキット（2017年6月2日〜4日）

### オートサロン
- 東京オートサロン2014　PHOENIX'S POWERブース 幕張メッセ（2014年1月10日〜12日）
- 東京オートサロン2015　PHOENIX'S POWERブース 幕張メッセ（2015年1月9日〜11日）
- 東京オートサロン2020　PIT ROAD Mブース 幕張メッセ（2020年1月10日〜12日）

### オートメッセ
- 大阪オートメッセ2014　CLUB RH9ブース インテックス大阪（2014年2月14日〜16日）
- 大阪オートメッセ2015　PHOENIX'S POWERブース インテックス大阪（2015年2月13日〜15日）
- 大阪オートメッセ2016　CLUB RH9ブース インテックス大阪（2016年2月12日〜14日）
- 大阪オートメッセ2017　PHOENIX'S POWER・CLUB RH9ブース インテックス大阪（2017年2月10日〜12日）

### フィッシングショー
- フィッシングショーOSAKA2015  東レインターナショナルブース インテックス大阪（2015年2月7日〜8日）

### 友利愛美 Brilliant Chance 単独ファン交流会
- 第1回単独ファン交流会♡撮影会＆お茶会（2012年12月15日）
- 第2回単独ファン交流会♡トークショー&チャリティーオークション＆ミニミニ撮影会♡（2013年1月27日）
- 番外編 飛び出せブリリアントチャンス! 〜大きくなる為旅をせよ〜（2013年3月2日）
- 第3回単独ファン交流会♡笑顔が溢れでちゃう会 in studio ﾌﾞﾘﾘｱﾝﾄﾁｬﾝｽ♡（2013年5月12日）
- 第4回単独ファン交流会「ブリリアントチャンスで夏祭りん❤」（2013年7月21日）
- 第5回単独ファン交流会Brilliant Chance special version 1（2013年12月18日、29日、30日）
- 第6回単独ファン交流会Brilliant Chance special version 2（2014年3月11日、12日、13日）
- 第7回Brilliant Chanceファン交流会 ♡大人NMB79【山田なつき・MIU・友利愛美】（2014年3月30日）
- 第8回単独ファン交流会「ブリリアントチャンスで真夏のブリパカ騒ぎ」（2014年8月17日）
- 第9回単独ファン交流会「野外でブリリアントチャンス秋のピクニックデート」（2014年11月23日、30日）
- 第10回Brilliant Chanceファン交流会「おんにゃのこ祭♡」【山田なつき・MIU・陽乃あかね・星崎柑那・相川沙季・山本唯歩・友利愛美】（2015年1月24日）
- 第11回単独ファン交流会「あいみのぴーちじょん祭り」1（2015年5月17日）
- 第11回単独ファン交流会「あいみのぴーちじょん祭り」2（2015年5月31日）
- 第12回Brilliant Chanceファン交流会「おんにゃのこ祭りⅡ」【藤田あす香・MIU・星崎柑那・相川沙季・芦田あすな・友利愛美】（2015年7月18日）
- 第13回単独ファン交流会「バースデースペシャルイベント!!秋の遊園地デート」（2015年9月6日、13日、20日）
- 第14回単独ファン交流会「新スタジオ・オープニング撮影会」（2015年11月7日、8日）
- 第15回Brilliant Chanceファン交流会「新スタジオ・オープニング撮影会&オフ会・クリスマスタコパ」【KAHO・MIU・友利愛美】（2015年12月12日、13日）